# ميوزيك أون توب
ميوزيك أون توب (كورية: 뮤직온탑) هو برنامج تلفزيوني موسيقي كوري جنوبي، يذاع بواسطة جي تي بي سي. ويبث على الهواء كل أربعاء على ساعة 6:20 زوالا بتوقيت كوريا الجنوبية. وكان يستضيف Yoon Doo-joon من بيست والممثل إي هيون وو . العرض توقف بعد ثغرة في حلقة 14 مارس، 2012 ، لكن ذكر أنه سيعود في وقت غير محدد في المستقبل; وهذا كان عاملا بسبب وجود تقيم منخفض

## وصلات خارجية
- http://enter.jtbc.co.kr/musicontop - الموقع الرسمي (كورية)